# Deutschordenskirche (Wien)

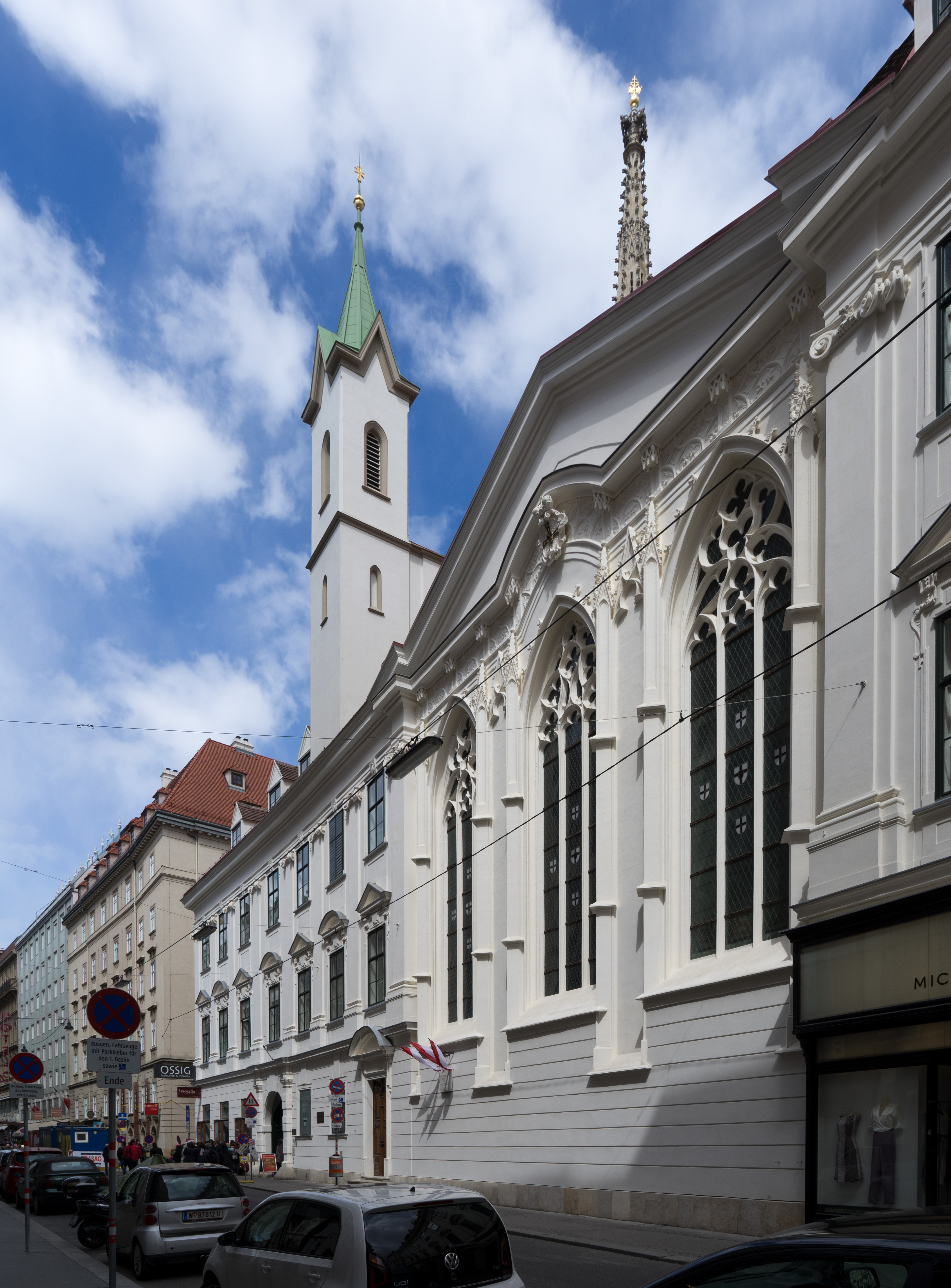
Deutschordenskirche

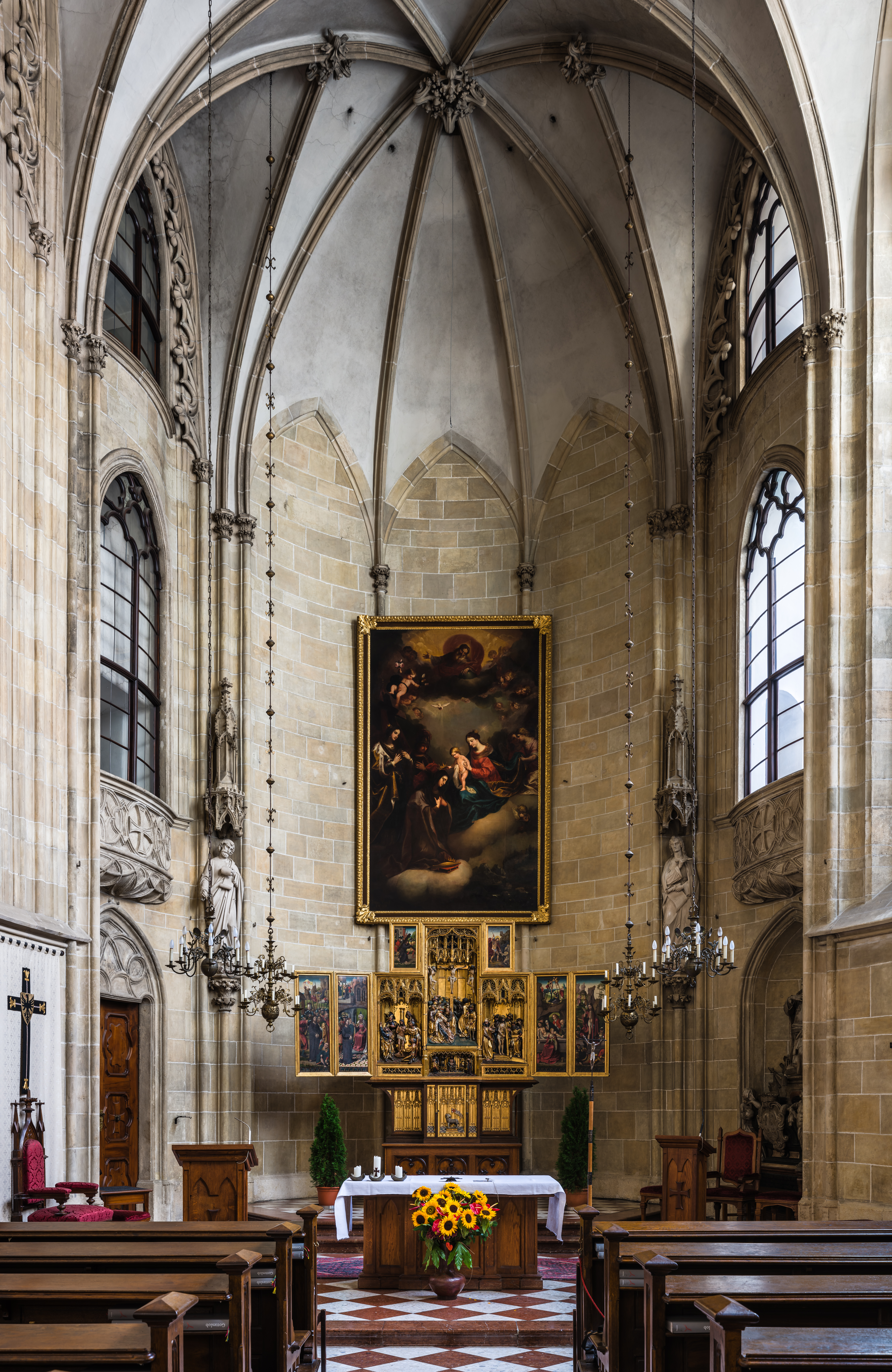
Innenansicht

Die Deutschordenskirche in Wien ist eine römisch-katholische Klosterkirche im hofartigen Deutschordenshaus des Deutschen Ordens in Wien-Innere Stadt in der Singerstraße 7.
Von der Vorgängerkirche des Deutschen Ordens ist der Kirchturm aus dem 13. Jahrhundert erhalten. Nach mehreren Stadtbränden wurde das Langhaus in Etappen neu errichtet und am 4. Adventssonntag im Jahre 1395 neu geweiht und unter das Patrozinium der Ordenspatronin, der heiligen Elisabeth von Thüringen, gestellt. Die ursprünglich rechteckige Form des gotischen Langhauses hat ein Sterngewölbe. An der Südseite zur Singerstraße waren vier große Fenster. In der Barockzeit wurde das Langhaus zu einem ovalen Raum umgebaut. Dadurch entstanden in den Ecken mit gotischem Ornamentwerk umkleidete Emporen, die von acht dahinter liegenden Wohnungen erschlossen werden.
Das Portal des Deutschordenhauses und der dahinter liegende Verbindungsgang zum Hof bilden den Eingangsbereich zur Kirche. Rechts erreicht man über eine kleine Treppe den Kirchenvorraum, da das Niveau des Langhausbodens erhöht zum Straßenniveau liegt. An den Kirchenwänden werden mehr als achtzig Wappenschilde gezeigt, sogenannte Aufschwörschilde, meist geteilte Wappen mit den vier heraldischen Feldern von vermögenden Rittern, die nach dem Ritterschlag ihr Wappen in der Kirche hinterlegten. Der Flügelaltar wurde 1520 in Mechelen für die Marienkirche in Danzig geschaffen und kam 1864 nach Wien. Das Hochaltarbild von 1667, gemalt von Tobias Pock, zeigt die Ordenspatrone: die thronende Maria mit dem Jesuskind und die Heiligen Elisabeth, Georg und Helena. 
Von 1720 bis 1725 erfolgte die barocke Umgestaltung durch Baumeister Anton Erhard Martinelli sowie die Stuckateure Girolamo Alfieri und Alberto Camesina. Der Bildhauer Giovanni Antonio Canevale fertigte Kapitelle für Hofsteinmetzmeister Matthias Winkler.
Im Zuge der Liturgiereform im Jahre 1986 wurde der Unterbau des Flügelaltares erneuert und ein Zelebrationsaltar und ein Ambo beigestellt. Der Cuspinianaltar zeigt den Stifter Johannes Cuspinian und seine beiden Gattinnen Agnes und Anna. Es gibt drei Grabdenkmäler zu Erasmus Graf Starhemberg, zu Guidobald Graf Starhemberg und zu Johann Josef Philipp Graf Harrach. Nach dem Tod des letzten österreichisch-ungarischen Monarchen Karl I./IV. hielten am 8. April 1922 die Ritter des Ordens vom Goldenen Vlies einen Trauergottesdienst für ihn in der Deutschordenskirche ab.